# Alberto Vila
Alberto Vila (Montevideo,  25 de septiembre de 1903 - Ib., 23 de febrero de 1981) fue un actor, cantor y compositor de tango uruguayo que dejó grabadas más de cien piezas.

## Biografía
Alberto Vila tuvo su debut artístico el 6 de octubre de 1927 en el teatro Solís de Montevideo integrando la conocida Troupe ateniense. Su número consistía en imitaciones de Carlos Gardel y tres meses más tarde, el 27 de diciembre de ese año, actuó en el teatro Coliseo de Buenos Aires. 
Su voz era pastosa, profunda y bien afinada y su interpretación, expresiva. De inmediato fue contratado por el sello RCA Victor, y el 3 de diciembre grabó Ensueño de Homero Manzi y Gerónimo Sureda, Perdonála de Soliño, Fontaina y Agnese, Niño bien de Soliño, Fontaina y Juan A. Collazo y Che, papusa, oí de Enrique Cadícamo y Gerardo Matos Rodríguez.
Sin dejar su trabajo como funcionario del Banco de Cobranzas en Montevideo viajaba frecuentemente a Buenos Aires para grabar. El 12 de abril de 1928 grabó como solista con la Troupe ateniense la zamba Golondrinas, el vals En un pueblito español y el foxtrot Príncipe azul.

## Ámbito artístico
En 1929 cuando pensaba realizar una gira por Europa fue contratado para actuar tres meses en  Radio Prieto de Buenos Aires y luego en los teatros "Empire" y "Florida" por lo que deja su empleo para dedicarse por completo a la actividad artística. En 1939 junto a Azucena Maizani hizo En la tranquera, con Oscar Alonso.
Hace giras por el interior de Argentina, presentaciones en Montevideo y actúa en Radio El Espectador y Radio Sport, ambas de Montevideo, acompañado por los guitarristas Reynaldo Sebastián Baudino, Mario Pardo y Ciro Pérez.
Continuó luego cantando y trabajando en radioteatros en Uruguay y Argentina además de filmar algunas películas en Argentina, Estados Unidos y Uruguay. Su primera presentación en cine fue en la película Radio Bar dirigida por Manuel Romero. Actuó en la película uruguaya Soltero soy feliz y en la estadounidense They Met in Argentina cuyo título en español fue Sucedió en la Argentina en la cual canta en inglés y en español con una orquesta dirigida por Lud Gluskin. En Adios pampa mía actuó junto a Alberto Castillo, en Mañana me suicido junto a Amanda Ledesma y en La casa del recuerdo cantó a dúo con Libertad Lamarque. 
Todavía con plena capacidad dejó la actividad artística y emprendió varios negocios en Buenos Aires, donde se radicó. 
Encontrándose en Montevideo con su familia murió de un sorpresivo síncope cardíaco el 23 de febrero de 1981 a los 77 años de edad.

## Filmografía

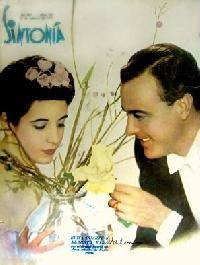
Primera portada de Eva Perón y Alberto Vila, Revista Sintonía, 25 de octubre de 1939

- Camino del infierno (1946) dir. Luis Saslavsky y Daniel Tinayre.
- Adiós pampa mía (1946) dir. Manuel Romero.
- Los tres mosqueteros (1946) dir. Julio Saraceni.
- Amor último modelo (1942) dir. Roberto Ratti.
- Mañana me suicido (1942) dir. Carlos Schlieper.
- They Met in Argentina (1941) (Estados Unidos)
- Confesión (1940) dir. Luis José Moglia Barth.
- La casa del recuerdo (1940) dir. Luis Saslavsky
- Retazo (1939) dir. Elías Alippi.
- Cuatro corazones (1939) dir. Enrique Santos Discépolo y Carlos Schlieper.
- Soltero soy feliz (1938) (Uruguay) Ramón Collazo.
- Radio Bar (1936) dir. Manuel Romero.